# Escabas
L'Escabas est un cours d’eau espagnol d'une longueur de 60 km qui coule dans la communauté autonome de Castille-La Manche.

## Source de la traduction
- (es) Cet article est partiellement ou en totalité issu de l’article de Wikipédia en espagnol intitulé « Río Escabas » (voir la liste des auteurs).